# Gregor Townsend
Gregor Peter John „Greg“ Townsend (* 26. April 1973 in Galashiels, Schottland) ist ein ehemaliger schottischer Rugby-Union-Spieler. Seit 2017 trainiert er die schottische Rugby-Union-Nationalmannschaft.

## Biografie
Townsend spielte während seiner aktiven Karriere in Clubs in Schottland, England, Frankreich, Südafrika und Australien auf Positionen der Hintermannschaft. Von 1993 bis 2003 spielte er 82-mal für die schottische Nationalmannschaft und während der Südafrika-Tour 1997 zweimal für die British and Irish Lions. Ab 2005 trainierte er die Border Reivers als Spielertrainer, von 2008 bis 2012 war er Mitglied im Trainerstab der schottischen Nationalmannschaft. Von 2012 bis 2017 trainierte er die Glasgow Warriors, bevor er 2017 die schottische Nationalmannschaft übernahm.
1999 wurde Townsend für seine Verdienste um das Rugby als Member des Order of the British Empire ausgezeichnet.
| Personendaten    | Personendaten                                                                |
| ---------------- | ---------------------------------------------------------------------------- |
| NAME             | Townsend, Gregor                                                             |
| ALTERNATIVNAMEN  | Townsend, Gregor Peter John (vollständiger Name); Townsend, Greg (Spitzname) |
| KURZBESCHREIBUNG | schottischer Rugby-Union-Spieler                                             |
| GEBURTSDATUM     | 26. April 1973                                                               |
| GEBURTSORT       | Galashiels, Schottland                                                       |